# 溪口水库 (象山)
溪口水库是中国浙江省宁波市象山县境内的一座水库，位于岳井洋水系，建于1980年。水库正常库容为830万立方米，集雨面积为14平方千米，海拔为51.5米。